# 磷丙泊酚
磷丙泊酚（INN：Fospropofol），通常以二钠盐（商品名Lusedra）的形式使用，是一种静脉镇静催眠药。它目前被批准用于接受诊断或治疗程序（如内窥镜检查）的成年患者的镇静。

## 临床应用
广泛使用的静脉麻醉剂丙泊酚（异丙酚）已开发出多种水溶性衍生物和前药，其中磷丙泊酚已被发现最适合临床开发。据称，这种水溶性化合物的优点包括静脉注射部位的疼痛减轻、长期给药引起高脂血症的可能性降低以及感染菌血症的几率降低。通常，磷丙泊酚与芬太尼等阿片类药物联合给药。

## 临床药理学

### 作用机制
磷丙泊酚是丙泊酚的前体药物；它被碱性磷酸酶代谢为活性代谢物丙泊酚。

### 药代动力学
研究人员撤回了磷丙泊酚药代动力学的初步试验结果。截至2011年，尚无新结果。

## 管制物质
在美国的《受控物质法》中，磷丙泊酚被归类为附表IV受控物质。